# هوندا سی‌بی‌آر۱۰۰۰اف
هوندا سی‌بی‌آر۱۰۰۰اف (به انگلیسی: Honda CBR1000F) یک موتورسیکلت اسپرت چهارسیلندر ژاپنی که بین سال‌های ۱۹۸۷ تا ۱۹۹۹ توسط کمپانی موتورسازی هوندا تولید می‌شد. این اولین موتورسیکلت اسپرت چهارسیلندر هوندا بود.
انجین موتور سی‌بی‌آر در طول تاریخ خود تا حد زیادی بدون تغییر باقی ماند. این خودرو از نیروگاه چهار سیلندر خطی استاندارد هوندا ۹۹۸ سی‌سی، چهار زمانه، ۱۶ سوپاپه و رادیاتور آب استفاده می‌کند که دارای چهار کاربراتور ۳۸ میلی‌متری است و دارای سوراخ و کورس ۷۷ میلی‌متر × ۵۳٫۶ میلی‌متر (۳٫۰۳ در × ۲٫۱۱ اینچ) است. این موتور ۱۳۵ اسب بخار (۱۰۱ کیلووات) در ۸٫۶۰۰ دور در دقیقه و ۶۹٫۴ فوت پوند (۹۴٫۱ نیوتن متر) (چرخ عقب) گشتاور در ۶٫۵۰۰ دور در دقیقه تولید می‌کند.

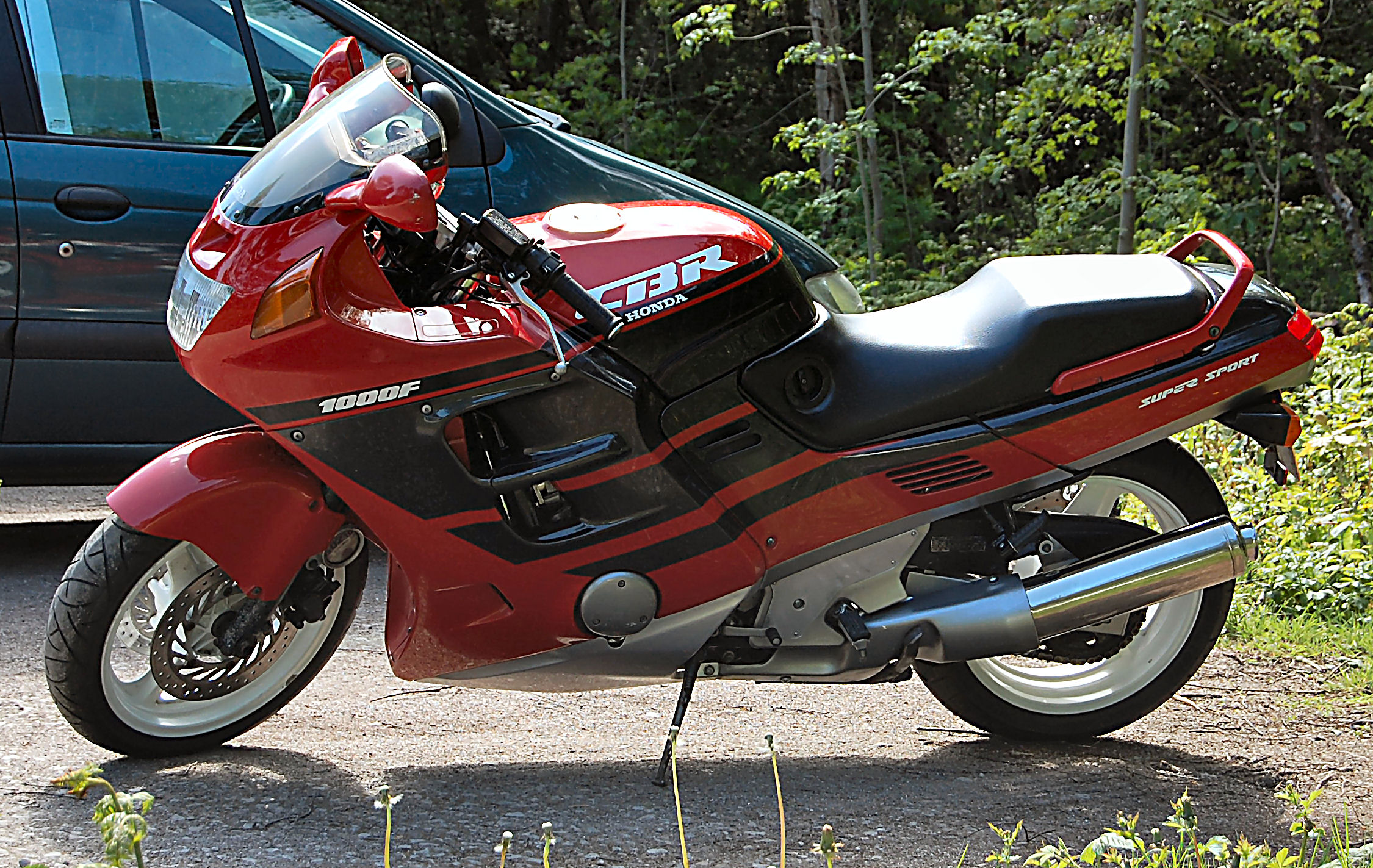
هوندا سی‌بی‌آر۱۰۰۰اف